# Gragna
Gragna is een plaats (frazione) in de Italiaanse gemeente Giuncugnano.